# Équipe du Japon de football à la Coupe du monde 2022
Cet article relate le parcours de l’équipe du Japon de football lors de la Coupe du monde de football 2022 organisée au Qatar du 20 novembre au 18 décembre 2022.

## Qualification

### Deuxième tour
| Rang | Équipe       | Pts | J | G | N | P | Bp | Bc | Diff |  | Résultats (▼ dom., ► ext.) |      |     |     |     |      |
| ---- | ------------ | --- | - | - | - | - | -- | -- | ---- |  | -------------------------- | ---- | --- | --- | --- | ---- |
| 1    | Japon        | 24  | 8 | 8 | 0 | 0 | 46 | 2  | +44  |  | Japon                      |      | 4-1 | 5-1 | 6-0 | 10-0 |
| 2    | Tadjikistan  | 13  | 8 | 4 | 1 | 3 | 14 | 12 | +2   |  | Tadjikistan                | 0-3  |     | 1-0 | 3-0 | 4-0  |
| 3    | Kirghizistan | 10  | 8 | 3 | 1 | 4 | 19 | 12 | +7   |  | Kirghizistan               | 0-2  | 1-1 |     | 0-1 | 7-0  |
| 4    | Mongolie     | 6   | 8 | 2 | 0 | 6 | 3  | 27 | -24  |  | Mongolie                   | 0-14 | 0-1 | 1-2 |     | 1-0  |
| 5    | Birmanie     | 6   | 8 | 2 | 0 | 6 | 6  | 35 | -29  |  | Birmanie                   | 0-2  | 4-3 | 1-8 | 1-0 |      |

| 1er match                          | Birmanie           | 0 - 2   | Japon                       |                                                                              |                                                                              |
| 10 septembre 2019 18h50 (UTC+6:30) |                    | (0 - 2) | 16e Nakajima · 26e Minamino | Stade Thuwunna, Yangon Spectateurs : 25 500 Arbitrage : Ahmad Yacoub Ibrahim | Stade Thuwunna, Yangon Spectateurs : 25 500 Arbitrage : Ahmad Yacoub Ibrahim |
| 10 septembre 2019 18h50 (UTC+6:30) | Kyaw 20e · Tun 28e | Rapport |                             | Stade Thuwunna, Yangon Spectateurs : 25 500 Arbitrage : Ahmad Yacoub Ibrahim | Stade Thuwunna, Yangon Spectateurs : 25 500 Arbitrage : Ahmad Yacoub Ibrahim |

| 2e match                      | Japon                                                                         | 6 - 0   | Mongolie |                                                                                |                                                                                |
| 10 octobre 2019 19h35 (UTC+9) | Minamino 22e · Yoshida 29e · Nagatomo 33e · Nagai 40e · Endo 57e · Kamada 82e | (4 - 0) |          | Saitama Stadium 2002, Saitama Spectateurs : 43 122 Arbitrage : Sang Hyeop Chae | Saitama Stadium 2002, Saitama Spectateurs : 43 122 Arbitrage : Sang Hyeop Chae |
| 10 octobre 2019 19h35 (UTC+9) | Rapport                                                                       |         |          | Saitama Stadium 2002, Saitama Spectateurs : 43 122 Arbitrage : Sang Hyeop Chae | Saitama Stadium 2002, Saitama Spectateurs : 43 122 Arbitrage : Sang Hyeop Chae |

| 3e match                      | Tadjikistan     | 0 - 3   | Japon                        |                                                                     |                                                                     |
| 15 octobre 2019 17h00 (UTC+5) |                 | (0 - 0) | 53e 55e Minamino · 82e Asano | Stade Pamir, Douchanbé Spectateurs : 19 100 Arbitrage : Zaid Thamer | Stade Pamir, Douchanbé Spectateurs : 19 100 Arbitrage : Zaid Thamer |
| 15 octobre 2019 17h00 (UTC+5) | D. Ergashev 42e | Rapport |                              | Stade Pamir, Douchanbé Spectateurs : 19 100 Arbitrage : Zaid Thamer | Stade Pamir, Douchanbé Spectateurs : 19 100 Arbitrage : Zaid Thamer |

| 4e match                       | Kirghizistan | 0 - 2   | Japon                               |                                                                                   |                                                                                   |
| 14 novembre 2019 17h15 (UTC+6) |              | (0 - 1) | 41e (pen.) Minamino · 54e Haraguchi | Stade Dolen Omurzakov, Bishkek Spectateurs : 17 543 Arbitrage : Mohammed Al-Hoish | Stade Dolen Omurzakov, Bishkek Spectateurs : 17 543 Arbitrage : Mohammed Al-Hoish |
| 14 novembre 2019 17h15 (UTC+6) |              | Rapport | 44e Endo                            | Stade Dolen Omurzakov, Bishkek Spectateurs : 17 543 Arbitrage : Mohammed Al-Hoish | Stade Dolen Omurzakov, Bishkek Spectateurs : 17 543 Arbitrage : Mohammed Al-Hoish |

| 5e match                   | Mongolie | 0 - 14  | Japon |                                                                                |                                                                                |
| 30 mars 2021 19h30 (UTC+9) |          | (0 - 5) | 13e Minamino · 23e 55e 90+2e Osako · 26e Kamada · 33e Morita · 39e (csc) Tuyaa · 68e 90+3e Inagaki · 73e 79e Ito · 78e 86e Furuhashi · 90+1e Asano | Fukuda Denshi Arena, Chiba Spectateurs : 0 (huis-clos) Arbitrage : Omar Al Ali | Fukuda Denshi Arena, Chiba Spectateurs : 0 (huis-clos) Arbitrage : Omar Al Ali |
| 30 mars 2021 19h30 (UTC+9) | Rapport  |         | | Fukuda Denshi Arena, Chiba Spectateurs : 0 (huis-clos) Arbitrage : Omar Al Ali | Fukuda Denshi Arena, Chiba Spectateurs : 0 (huis-clos) Arbitrage : Omar Al Ali |

| 6e match                  | Japon                                                                                        | 10 - 0  | Birmanie |                                                                                 |                                                                                 |
| 28 mai 2021 19h20 (UTC+9) | Minamino 8e 66e · Osako 22e 30e (pen.) 36e 49e 88e · Morita 57e · Kamada 84e · Itakura 90+1e | (4 - 0) |          | Fukuda Denshi Arena, Chiba Spectateurs : 0 (huis-clos) Arbitrage : Hasan Akrami | Fukuda Denshi Arena, Chiba Spectateurs : 0 (huis-clos) Arbitrage : Hasan Akrami |
| 28 mai 2021 19h20 (UTC+9) | Endo 68e                                                                                     | Rapport | 90e Mang | Fukuda Denshi Arena, Chiba Spectateurs : 0 (huis-clos) Arbitrage : Hasan Akrami | Fukuda Denshi Arena, Chiba Spectateurs : 0 (huis-clos) Arbitrage : Hasan Akrami |

| 7e match                  | Japon                                                    | 4 - 1   | Tadjikistan   |                                                                                                 |                                                                                                 |
| 7 juin 2021 19h30 (UTC+9) | Furuhashi 6e · Minamino 40e · Hashimoto 51e · Kawabe 71e | (2 - 1) | 9e Panjshanbe | Stade de football de Suita, Suita Spectateurs : 0 (huis-clos) Arbitrage : Abdulrahman Al-Jassim | Stade de football de Suita, Suita Spectateurs : 0 (huis-clos) Arbitrage : Abdulrahman Al-Jassim |
| 7 juin 2021 19h30 (UTC+9) | Furuhashi 63e · Hashimoto 66e                            | Rapport |               | Stade de football de Suita, Suita Spectateurs : 0 (huis-clos) Arbitrage : Abdulrahman Al-Jassim | Stade de football de Suita, Suita Spectateurs : 0 (huis-clos) Arbitrage : Abdulrahman Al-Jassim |

| 8e match                   | Japon                                              | 5 - 1   | Kirghizistan                              |                                                                                           |                                                                                           |
| 15 juin 2021 19h20 (UTC+9) | Onaiwu 27e (pen.) 31e 33e · Sasaki 72e · Asano 77e | (3 - 1) | 45+2e (pen.) Murzaev                      | Stade de football de Suita, Suita Spectateurs : 0 (huis-clos) Arbitrage : Omar Al-Yaqoubi | Stade de football de Suita, Suita Spectateurs : 0 (huis-clos) Arbitrage : Omar Al-Yaqoubi |
| 15 juin 2021 19h20 (UTC+9) |                                                    | Rapport | 26e Akmatov · 75e Sukurov · 86e Musabekov | Stade de football de Suita, Suita Spectateurs : 0 (huis-clos) Arbitrage : Omar Al-Yaqoubi | Stade de football de Suita, Suita Spectateurs : 0 (huis-clos) Arbitrage : Omar Al-Yaqoubi |

### Troisième tour
| Rang | Équipe          | Pts | J  | G | N | P | Bp | Bc | Diff |  | Résultats (▼ dom., ► ext.) |     |     |     |     |     |     |
| ---- | --------------- | --- | -- | - | - | - | -- | -- | ---- |  | -------------------------- | --- | --- | --- | --- | --- | --- |
| 1    | Arabie saoudite | 23  | 10 | 7 | 2 | 1 | 12 | 6  | +6   |  | Arabie saoudite            |     | 1-0 | 1-0 | 1-0 | 3-2 | 3-1 |
| 2    | Japon           | 22  | 10 | 7 | 1 | 2 | 12 | 4  | +8   |  | Japon                      | 2-0 |     | 2-1 | 0-1 | 2-0 | 1-1 |
| 3    | Australie       | 15  | 10 | 4 | 3 | 3 | 15 | 9  | +6   |  | Australie                  | 0-0 | 0-2 |     | 3-1 | 3-0 | 4-0 |
| 4    | Oman            | 14  | 10 | 4 | 2 | 4 | 11 | 10 | +1   |  | Oman                       | 0-1 | 0-1 | 2-2 |     | 2-0 | 3-1 |
| 5    | Chine           | 6   | 10 | 1 | 3 | 6 | 9  | 19 | -10  |  | Chine                      | 1-1 | 0-1 | 1-1 | 1-1 |     | 3-2 |
| 6    | Viêt Nam        | 4   | 10 | 1 | 1 | 8 | 8  | 19 | -11  |  | Viêt Nam                   | 0-1 | 0-1 | 0-1 | 0-1 | 3-1 |     |

| 1er match                      | Japon   | 0 - 1   | Oman                      |                                                                                                   |                                                                                                   |
| 2 septembre 2021 19h15 (UTC+9) |         | (0 - 0) | 88e Al-Sabhi              | Stade de football de Suita, Suita Spectateurs : 4 853 Arbitrage : Mohammed Abdulla Hassan Mohamed | Stade de football de Suita, Suita Spectateurs : 4 853 Arbitrage : Mohammed Abdulla Hassan Mohamed |
| 2 septembre 2021 19h15 (UTC+9) | Ito 36e | Rapport | 27e Fawaz · 64e Al-Harthi | Stade de football de Suita, Suita Spectateurs : 4 853 Arbitrage : Mohammed Abdulla Hassan Mohamed | Stade de football de Suita, Suita Spectateurs : 4 853 Arbitrage : Mohammed Abdulla Hassan Mohamed |

| 2e match                     | Chine                                  | 0 - 1   | Japon    | | |
| 7 septembre 2021 18h00 UTC+3 |                                        | (0 - 1) | 40e Yuya | Stade international de Khalifa, Doha Spectateurs : 0 (pandémie de covid−19) Arbitrage : Nawaf Shukralla | Stade international de Khalifa, Doha Spectateurs : 0 (pandémie de covid−19) Arbitrage : Nawaf Shukralla |
| 7 septembre 2021 18h00 UTC+3 | Wu Xi 67e · Goncalves 69e · Wuan G 81e | Rapport | 57e Ito  | Stade international de Khalifa, Doha Spectateurs : 0 (pandémie de covid−19) Arbitrage : Nawaf Shukralla | Stade international de Khalifa, Doha Spectateurs : 0 (pandémie de covid−19) Arbitrage : Nawaf Shukralla |

| 3e match                   | Arabie saoudite | 1 - 0   | Japon |                                                                              |                                                                              |
| 7 octobre 2021 20h00 UTC+3 | Al-Buraikan 71e | (0 - 0) |       | Stade Roi-Abdallah, Djeddah Spectateurs : 51 218 Arbitrage : Adham Makhadmeh | Stade Roi-Abdallah, Djeddah Spectateurs : 51 218 Arbitrage : Adham Makhadmeh |
| 7 octobre 2021 20h00 UTC+3 | Rapport         |         |       | Stade Roi-Abdallah, Djeddah Spectateurs : 51 218 Arbitrage : Adham Makhadmeh | Stade Roi-Abdallah, Djeddah Spectateurs : 51 218 Arbitrage : Adham Makhadmeh |

| 4e match                    | Japon                        | 2 - 1   | Australie                   |                                                                                    |                                                                                    |
| 12 octobre 2021 19h14 UTC+9 | Tanaka 8e · Behich 85e (csc) | (1 - 0) | 70e Hrustic                 | Stade Saitama 2002, Saitama Spectateurs : 14 437 Arbitrage : Abdulrahman Al-Jassim | Stade Saitama 2002, Saitama Spectateurs : 14 437 Arbitrage : Abdulrahman Al-Jassim |
| 12 octobre 2021 19h14 UTC+9 | Morita 68e                   | Rapport | 63e Eraltay · 90+3e Souttar | Stade Saitama 2002, Saitama Spectateurs : 14 437 Arbitrage : Abdulrahman Al-Jassim | Stade Saitama 2002, Saitama Spectateurs : 14 437 Arbitrage : Abdulrahman Al-Jassim |

| 5e match                     | Viêt Nam           | 0 - 1   | Japon      |                                                                                                |                                                                                                |
| 11 novembre 2021 19h00 UTC+7 |                    | (0 - 1) | 17e Ito    | Stade national Mỹ Đình, Hanoï Spectateurs : 11 022 Arbitrage : Mohammed Abdulla Hassan Mohamed | Stade national Mỹ Đình, Hanoï Spectateurs : 11 022 Arbitrage : Mohammed Abdulla Hassan Mohamed |
| 11 novembre 2021 19h00 UTC+7 | Nguyễn Tuấn Anh 8e | Rapport | 85e Morita | Stade national Mỹ Đình, Hanoï Spectateurs : 11 022 Arbitrage : Mohammed Abdulla Hassan Mohamed | Stade national Mỹ Đình, Hanoï Spectateurs : 11 022 Arbitrage : Mohammed Abdulla Hassan Mohamed |

| 6e match                     | Oman           | 0 - 1   | Japon    |                                                                                         |                                                                                         |
| 16 novembre 2021 20h00 UTC+4 |                | (0 - 0) | 81e Ito  | Complexe Sportif du Sultan Qabus, Mascate Spectateurs : 14 123 Arbitrage : Ko Hyung-jin | Complexe Sportif du Sultan Qabus, Mascate Spectateurs : 14 123 Arbitrage : Ko Hyung-jin |
| 16 novembre 2021 20h00 UTC+4 | Al Saadi 90+2e | Rapport | 55e Endo | Complexe Sportif du Sultan Qabus, Mascate Spectateurs : 14 123 Arbitrage : Ko Hyung-jin | Complexe Sportif du Sultan Qabus, Mascate Spectateurs : 14 123 Arbitrage : Ko Hyung-jin |

| 7e match                    | Japon                     | 2 - 0   | Chine      |                                                                                    |                                                                                    |
| 27 janvier 2022 19h00 UTC+9 | Yuya 13e (pen.) · Ito 61e | (1 - 0) |            | Stade Saitama 2002, Saitama Spectateurs : 11 753 Arbitrage : Abdulrahman Al-Jassim | Stade Saitama 2002, Saitama Spectateurs : 11 753 Arbitrage : Abdulrahman Al-Jassim |
| 27 janvier 2022 19h00 UTC+9 |                           | Rapport | 35e Wu Lei | Stade Saitama 2002, Saitama Spectateurs : 11 753 Arbitrage : Abdulrahman Al-Jassim | Stade Saitama 2002, Saitama Spectateurs : 11 753 Arbitrage : Abdulrahman Al-Jassim |

| 8e match                     | Japon                  | 2 - 0   | Arabie saoudite             |                                                                           |                                                                           |
| 1er février 2022 19h14 UTC+9 | Minamino 32e · Ito 50e | (1 - 0) |                             | Stade Saitama 2002, Saitama Spectateurs : 19 118 Arbitrage : Ko Hyung-jin | Stade Saitama 2002, Saitama Spectateurs : 19 118 Arbitrage : Ko Hyung-jin |
| 1er février 2022 19h14 UTC+9 | Itakura 21e            | Rapport | 4e Al-Bulaihi · 74e Bahebri | Stade Saitama 2002, Saitama Spectateurs : 19 118 Arbitrage : Ko Hyung-jin | Stade Saitama 2002, Saitama Spectateurs : 19 118 Arbitrage : Ko Hyung-jin |

| 9e match                  | Australie                    | 0 - 2   | Japon            |                                                                            |                                                                            |
| 24 mars 2022 20h10 UTC+11 |                              | (0 - 0) | 89e 90+4e Mitoma | Stadium Australia, Sydney Spectateurs : 41 852 Arbitrage : Nawaf Shukralla | Stadium Australia, Sydney Spectateurs : 41 852 Arbitrage : Nawaf Shukralla |
| 24 mars 2022 20h10 UTC+11 | Metcalfe 15e · Stensness 54e | Rapport | 10e Nagatomo     | Stadium Australia, Sydney Spectateurs : 41 852 Arbitrage : Nawaf Shukralla | Stadium Australia, Sydney Spectateurs : 41 852 Arbitrage : Nawaf Shukralla |

| 10e match                | Japon         | 1 - 1   | Viêt Nam              |                                                                              |                                                                              |
| 29 mars 2022 19h35 UTC+4 | Yoshida 55e   | (0 - 1) | Nguyễn Thanh Bình 19e | Stade Saitama 2002, Saitama Spectateurs : 44 600 Arbitrage : Ilgiz Tantashev | Stade Saitama 2002, Saitama Spectateurs : 44 600 Arbitrage : Ilgiz Tantashev |
| 29 mars 2022 19h35 UTC+4 | Shibasaki 49e | Rapport | 90+2e Hà Đức Chinh    | Stade Saitama 2002, Saitama Spectateurs : 44 600 Arbitrage : Ilgiz Tantashev | Stade Saitama 2002, Saitama Spectateurs : 44 600 Arbitrage : Ilgiz Tantashev |

## Préparation

### Matchs de préparation à la Coupe du monde
Liste détaillée des matches du Japon depuis sa qualification à la Coupe du monde :

#### Match amicaux
| 1er match               | Japon                                            | 4 - 1   | Paraguay                    |                                                                    |                                                                    |
| 2 juin 2022 19h00 UTC+9 | Asano 36e · Kamada 42e · Mitoma 60e · Tanaka 85e | (2 - 0) | 59e González                | Sapporo Dome, Sapporo Spectateurs : 24 511 Arbitrage : Chris Beath | Sapporo Dome, Sapporo Spectateurs : 24 511 Arbitrage : Chris Beath |
| 2 juin 2022 19h00 UTC+9 |                                                  | Rapport | 43e Alderete · 55e González | Sapporo Dome, Sapporo Spectateurs : 24 511 Arbitrage : Chris Beath | Sapporo Dome, Sapporo Spectateurs : 24 511 Arbitrage : Chris Beath |

| 2e match                | Japon                 | 0 - 1   | Brésil                    |                                                                        |                                                                        |
| 6 juin 2022 19h20 UTC+9 |                       | (0 - 0) | 77e Neymar                | Stade national, Tokyo Spectateurs : 63 638 Arbitrage : Alireza Faghani | Stade national, Tokyo Spectateurs : 63 638 Arbitrage : Alireza Faghani |
| 6 juin 2022 19h20 UTC+9 | Endo 40e · Kamada 54e | Rapport | 35e Raphinha · 80e Neymar | Stade national, Tokyo Spectateurs : 63 638 Arbitrage : Alireza Faghani | Stade national, Tokyo Spectateurs : 63 638 Arbitrage : Alireza Faghani |

| 3e match                 | Japon                                            | 4 - 1   | Ghana                    |                                                                      |                                                                      |
| 10 juin 2022 18h55 UTC+9 | Yamane 29e · Mitoma 45+1e · Kubo 73e · Maeda 82e | (2 - 1) | 43e Ayew                 | Stade du parc Misaki, Kobe Spectateurs : 25 100 Arbitrage : Kurt Ams | Stade du parc Misaki, Kobe Spectateurs : 25 100 Arbitrage : Kurt Ams |
| 10 juin 2022 18h55 UTC+9 | Ito 40e                                          | Rapport | 84e Fatawu · 90e Afriyie | Stade du parc Misaki, Kobe Spectateurs : 25 100 Arbitrage : Kurt Ams | Stade du parc Misaki, Kobe Spectateurs : 25 100 Arbitrage : Kurt Ams |

| 4e match                 | Japon        | 0 - 3   | Tunisie                                            |                                                                                               |                                                                                               |
| 14 juin 2022 18h55 UTC+9 |              | (0 - 0) | 55e (pen.) Ben Romdhane · 76e Sassi · 90+3e Jebali | Stade de football de Suita, Suita Spectateurs : 31 292 Arbitrage : Ahmed Eisa Mohamed Darwish | Stade de football de Suita, Suita Spectateurs : 31 292 Arbitrage : Ahmed Eisa Mohamed Darwish |
| 14 juin 2022 18h55 UTC+9 | Nagatomo 52e | Rapport | 33e Abdi · 78e Ifa                                 | Stade de football de Suita, Suita Spectateurs : 31 292 Arbitrage : Ahmed Eisa Mohamed Darwish | Stade de football de Suita, Suita Spectateurs : 31 292 Arbitrage : Ahmed Eisa Mohamed Darwish |

| 3e match                        | Japon                   | 2 - 0   | États-Unis      |                                                                             |                                                                             |
| 23 septembre 2022 14h25 (UTC+2) | Kamada 25e · Mitoma 88e | (1 - 0) |                 | Merkur Spiel-Arena, Düsseldorf Spectateurs : 5 149 Arbitrage : Felix Zwayer | Merkur Spiel-Arena, Düsseldorf Spectateurs : 5 149 Arbitrage : Felix Zwayer |
| 23 septembre 2022 14h25 (UTC+2) |                         | Rapport | 60e de la Torre | Merkur Spiel-Arena, Düsseldorf Spectateurs : 5 149 Arbitrage : Felix Zwayer | Merkur Spiel-Arena, Düsseldorf Spectateurs : 5 149 Arbitrage : Felix Zwayer |

| 6e match                      | Équateur                 | 0 - 0   | Japon |                                                                                 |                                                                                 |
| 27 septembre 2022 13h55 UTC+2 |                          | (0 - 0) |       | Merkur Spiel-Arena, Düsseldorf Spectateurs : 4 321 Arbitrage : Sascha Stegemann | Merkur Spiel-Arena, Düsseldorf Spectateurs : 4 321 Arbitrage : Sascha Stegemann |
| 27 septembre 2022 13h55 UTC+2 | Castillo 6e · Méndez 78e | Rapport |       | Merkur Spiel-Arena, Düsseldorf Spectateurs : 4 321 Arbitrage : Sascha Stegemann | Merkur Spiel-Arena, Düsseldorf Spectateurs : 4 321 Arbitrage : Sascha Stegemann |

| 7e match                     | Canada  | - | Japon |                                     |                                     |
| 17 novembre 2022 17h40 UTC+4 |         |   |       | Stade Al-Maktoum, Dubaï Arbitrage : | Stade Al-Maktoum, Dubaï Arbitrage : |
| 17 novembre 2022 17h40 UTC+4 | Rapport |   |       | Stade Al-Maktoum, Dubaï Arbitrage : | Stade Al-Maktoum, Dubaï Arbitrage : |

#### Coupe d'Asie de l'Est
| 1er match                   | Japon                                             | 6 - 0   | Hong Kong |                                                                         |                                                                         |
| 19 juillet 2022 19h20 UTC+9 | Soma 2e 55e · Machino 20e 57e · Nishimura 22e 40e | (4 - 0) |           | Stade de Kashima, Kashima Spectateurs : 4 980 Arbitrage : Hassan Akrami | Stade de Kashima, Kashima Spectateurs : 4 980 Arbitrage : Hassan Akrami |
| 19 juillet 2022 19h20 UTC+9 |                                                   | Rapport | 82e Yue   | Stade de Kashima, Kashima Spectateurs : 4 980 Arbitrage : Hassan Akrami | Stade de Kashima, Kashima Spectateurs : 4 980 Arbitrage : Hassan Akrami |

| 2e match                    | Japon | 0 - 0   | Chine              |                                                                           |                                                                           |
| 24 juillet 2022 19h20 UTC+9 |       | (0 - 0) |                    | Stade Toyota, Toyota Spectateurs : 10 526 Arbitrage : Gamini Nivon Robesh | Stade Toyota, Toyota Spectateurs : 10 526 Arbitrage : Gamini Nivon Robesh |
| 24 juillet 2022 19h20 UTC+9 |       | Rapport | 20e He · 49e Huang | Stade Toyota, Toyota Spectateurs : 10 526 Arbitrage : Gamini Nivon Robesh | Stade Toyota, Toyota Spectateurs : 10 526 Arbitrage : Gamini Nivon Robesh |

| 3e match                    | Japon                               | 3 - 0   | Corée du Sud |                                                                         |                                                                         |
| 27 juillet 2022 19h20 UTC+9 | Soma 49e · Sasaki 64e · Machino 72e | (0 - 0) |              | Stade Toyota, Toyota Spectateurs : 14 117 Arbitrage : Akhror Riskulloev | Stade Toyota, Toyota Spectateurs : 14 117 Arbitrage : Akhror Riskulloev |
| 27 juillet 2022 19h20 UTC+9 | Hatanaka 34e                        | Rapport | 75e Kim      | Stade Toyota, Toyota Spectateurs : 14 117 Arbitrage : Akhror Riskulloev | Stade Toyota, Toyota Spectateurs : 14 117 Arbitrage : Akhror Riskulloev |

## Effectif
L'effectif du Japon, est dévoilé le 1er novembre 2022.
| Numéro / Nom       | Numéro / Nom      | Club                     | Date de naissance et âge*  | J.              | Buts            |                 |                 |                 |
| Gardiens de but    | Gardiens de but   | Gardiens de but          | Gardiens de but            | Gardiens de but | Gardiens de but | Gardiens de but | Gardiens de but | Gardiens de but |
| ------------------ | ----------------- | ------------------------ | -------------------------- | --------------- | --------------- | --------------- | --------------- | --------------- |
| 01                 | Eiji Kawashima    | RC Strasbourg            | 20 mars 1983 (39 ans)      | 0               | 0               | 0               | 0               | 0               |
| 12                 | Shūichi Gonda     | Shimizu S-Pulse          | 3 mars 1989 (33 ans)       | 0               | 0               | 0               | 0               | 0               |
| 23                 | Daniel Schmidt    | Saint-Trond VV           | 3 février 1992 (30 ans)    | 0               | 0               | 0               | 0               | 0               |
| Défenseurs         |                   |                          |                            |                 |                 |                 |                 |                 |
| 02                 | Miki Yamane       | Kawasaki Frontale        | 22 décembre 1993 (28 ans)  | 0               | 0               | 0               | 0               | 0               |
| 03                 | Shōgo Taniguchi   | Kawasaki Frontale        | 15 juillet 1991 (31 ans)   | 0               | 0               | 0               | 0               | 0               |
| 04                 | Ko Itakura        | Borussia Mönchengladbach | 27 janvier 1997 (25 ans)   | 0               | 0               | 0               | 0               | 0               |
| 05                 | Yūto Nagatomo     | FC Tokyo                 | 12 septembre 1986 (36 ans) | 0               | 0               | 0               | 0               | 0               |
| 16                 | Takehiro Tomiyasu | Arsenal FC               | 5 novembre 1998 (24 ans)   | 0               | 0               | 0               | 0               | 0               |
| 19                 | Hiroki Sakai      | Urawa Red Diamonds       | 12 avril 1990 (32 ans)     | 0               | 0               | 0               | 0               | 0               |
| 22                 | Maya Yoshida      | Schalke 04               | 24 août 1988 (34 ans)      | 0               | 0               | 0               | 0               | 0               |
| 26                 | Hiroki Ito        | VfB Stuttgart            | 12 mai 1999 (23 ans)       | 0               | 0               | 0               | 0               | 0               |
| Milieux de terrain |                   |                          |                            |                 |                 |                 |                 |                 |
| 06                 | Wataru Endō       | VfB Stuttgart            | 9 février 1993 (29 ans)    | 0               | 0               | 0               | 0               | 0               |
| 07                 | Gaku Shibasaki    | CD Leganés               | 28 mai 1992 (30 ans)       | 0               | 0               | 0               | 0               | 0               |
| 13                 | Hidemasa Morita   | Sporting CP              | 10 mai 1995 (27 ans)       | 0               | 0               | 0               | 0               | 0               |
| 15                 | Daichi Kamada     | Eintracht Francfort      | 5 août 1996 (26 ans)       | 0               | 0               | 0               | 0               | 0               |
| 17                 | Ao Tanaka         | Fortuna Düsseldorf       | 10 septembre 1998 (24 ans) | 0               | 0               | 0               | 0               | 0               |
| Attaquants         |                   |                          |                            |                 |                 |                 |                 |                 |
| 08                 | Ritsu Doan        | SC Fribourg              | 16 juin 1998 (24 ans)      | 0               | 0               | 0               | 0               | 0               |
| 09                 | Kaoru Mitoma      | Brighton & Hove Albion   | 20 mai 1997 (25 ans)       | 0               | 0               | 0               | 0               | 0               |
| 10                 | Takumi Minamino   | AS Monaco                | 16 janvier 1995 (27 ans)   | 0               | 0               | 0               | 0               | 0               |
| 11                 | Takefusa Kubo     | Real Sociedad            | 4 juin 2001 (21 ans)       | 0               | 0               | 0               | 0               | 0               |
| 14                 | Junya Ito         | Stade de Reims           | 9 mars 1993 (29 ans)       | 0               | 0               | 0               | 0               | 0               |
| 18                 | Takuma Asano      | VfL Bochum               | 10 novembre 1994 (28 ans)  | 0               | 0               | 0               | 0               | 0               |
| 20                 | Shuto Machino     | Shonan Bellmare          | 30 septembre 1999 (23 ans) | 0               | 0               | 0               | 0               | 0               |
| 21                 | Ayase Ueda        | Cercle Bruges            | 28 août 1998 (24 ans)      | 0               | 0               | 0               | 0               | 0               |
| 24                 | Yuki Soma         | Nagoya Grampus           | 25 février 1997 (25 ans)   | 0               | 0               | 0               | 0               | 0               |
| 25                 | Daizen Maeda      | Celtic FC                | 20 octobre 1997 (25 ans)   | 0               | 0               | 0               | 0               | 0               |
| Sélectionneur      |                   |                          |                            |                 |                 |                 |                 |                 |
|                    | Hajime Moriyasu   |                          | 23 août 1968 (54 ans)      |                 |                 |                 |                 |                 |

* NB : Les âges sont calculés au début de la Coupe du monde 2022, le 20 novembre 2022.

## Compétition

### Format et tirage au sort
Le tirage au sort de la Coupe du monde a lieu le vendredi 1er avril 2022 au Centre des expositions à Doha. C’est le classement de mars qui est pris en compte, la sélection se classe 23e du classement FIFA, et est placée dans le chapeau 3.

### Premier tour - Groupe E
|   | Équipe     | Pts | J | G | N | P | Bp | Bc | Diff |
| 1 | Japon      | 6   | 3 | 2 | 0 | 1 | 4  | 3  | +1   |
| 2 | Espagne    | 4   | 3 | 1 | 1 | 1 | 9  | 3  | +6   |
| 3 | Allemagne  | 4   | 3 | 1 | 1 | 1 | 6  | 5  | +1   |
| 4 | Costa Rica | 3   | 3 | 1 | 0 | 2 | 3  | 11 | -8   |

| 11 | 23 novembre 2022  | Allemagne  | 1 - 2 | Japon      |
| 10 | 23 novembre 2022  | Espagne    | 7 - 0 | Costa Rica |
| 25 | 27 novembre 2022  | Japon      | 0 - 1 | Costa Rica |
| 23 | 26 novembre 2022  | Espagne    | 1 - 1 | Allemagne  |
| 43 | 1er décembre 2022 | Japon      | 2 - 1 | Espagne    |
| 44 | 1er décembre 2022 | Costa Rica | 2 - 4 | Allemagne  |

#### Allemagne - Japon
| Match 11                                                     | Allemagne           | 1 - 2   | Japon                           | Stade international de Khalifa, Doha                                        |                                                                             |
| 23 novembre 2022 · 16:00 (UTC+3) · Historique des rencontres | Gündoğan 33e (pen.) | (1 - 0) | 75e Doan · 83e Asano (Itakura ) | Spectateurs : 42 608 Arbitrage : Iván Barton Arbitre vidéo : Mauro Vigliano | Spectateurs : 42 608 Arbitrage : Iván Barton Arbitre vidéo : Mauro Vigliano |
| 23 novembre 2022 · 16:00 (UTC+3) · Historique des rencontres | Rapport             |         |                                 | Spectateurs : 42 608 Arbitrage : Iván Barton Arbitre vidéo : Mauro Vigliano | Spectateurs : 42 608 Arbitrage : Iván Barton Arbitre vidéo : Mauro Vigliano |

| Allemagne | Japon |

| ALLEMAGNE :     |    |                    |  |     |
|                 |    |                    |  |     |
| Gardien de but  | 01 | Manuel Neuer       |  |     |
|                 | 03 | David Raum         |  |     |
|                 | 23 | Nico Schlotterbeck |  |     |
|                 | 02 | Antonio Rüdiger    |  |     |
|                 | 15 | Niklas Süle        |  |     |
|                 | 21 | İlkay Gündoğan     |  | 67e |
|                 | 06 | Joshua Kimmich     |  |     |
|                 | 10 | Serge Gnabry       |  | 90e |
|                 | 14 | Jamal Musiala      |  | 79e |
|                 | 13 | Thomas Müller      |  | 67e |
|                 | 07 | Kai Havertz        |  | 79e |
| Remplaçants :   |    |                    |  |     |
|                 | 18 | Jonas Hofmann      |  | 67e |
|                 | 08 | Leon Goretzka      |  | 67e |
|                 | 11 | Mario Götze        |  | 79e |
|                 | 09 | Niclas Füllkrug    |  | 79e |
|                 | 26 | Youssoufa Moukoko  |  | 90e |
| Sélectionneur : |    |                    |  |     |
| Hansi Flick     |    |                    |  |     |

| JAPON :         |    |                   |  |     |
|                 |    |                   |  |     |
| Gardien de but  | 12 | Shūichi Gonda     |  |     |
|                 | 05 | Yūto Nagatomo     |  | 57e |
|                 | 04 | Ko Itakura        |  |     |
|                 | 22 | Maya Yoshida      |  |     |
|                 | 19 | Hiroki Sakai      |  | 75e |
|                 | 17 | Ao Tanaka         |  | 71e |
|                 | 06 | Wataru Endō       |  |     |
|                 | 11 | Takefusa Kubo     |  | 46e |
|                 | 15 | Daichi Kamada     |  |     |
|                 | 14 | Junya Ito         |  |     |
|                 | 25 | Daizen Maeda      |  | 57e |
| Remplaçants :   |    |                   |  |     |
|                 | 16 | Takehiro Tomiyasu |  | 46e |
|                 | 09 | Kaoru Mitoma      |  | 57e |
|                 | 18 | Takuma Asano      |  | 57e |
|                 | 08 | Ritsu Doan        |  | 71e |
|                 | 10 | Takumi Minamino   |  | 75e |
| Sélectionneur : |    |                   |  |     |
| Hajime Moriyasu |    |                   |  |     |

| Assistants : David Morán Zachari Zeegelaar Quatrième arbitre : Saíd Martínez Assistants arbitre vidéo : Armando Villarreal Kathryn Nesbitt Fernando Guerrero Homme du Match : Shūichi Gonda |

#### Japon - Costa Rica
| Match 25                                                     | Japon   | 0 - 1   | Costa Rica           | Stade Ahmad-ben-Ali, Al Rayyan                                                 |                                                                                |
| 27 novembre 2022 · 13:00 (UTC+3) · Historique des rencontres |         | (0 - 0) | 81e Fuller (Tejeda ) | Spectateurs : 41 479 Arbitrage : Michael Oliver Arbitre vidéo : Jérôme Brisard | Spectateurs : 41 479 Arbitrage : Michael Oliver Arbitre vidéo : Jérôme Brisard |
| 27 novembre 2022 · 13:00 (UTC+3) · Historique des rencontres | Rapport |         |                      | Spectateurs : 41 479 Arbitrage : Michael Oliver Arbitre vidéo : Jérôme Brisard | Spectateurs : 41 479 Arbitrage : Michael Oliver Arbitre vidéo : Jérôme Brisard |

| Japon | Costa Rica |

| JAPON :         |    |                 |       |     |
|                 |    |                 |       |     |
| Gardien de but  | 12 | Shūichi Gonda   |       |     |
|                 | 05 | Yūto Nagatomo   |       | 46e |
|                 | 22 | Maya Yoshida    |       |     |
|                 | 04 | Ko Itakura      | 84e   |     |
|                 | 02 | Miki Yamane     | 44e   | 62e |
|                 | 13 | Hidemasa Morita |       |     |
|                 | 06 | Wataru Endō     | 90+3e |     |
|                 | 24 | Yuki Soma       |       | 82e |
|                 | 15 | Daichi Kamada   |       |     |
|                 | 08 | Ritsu Doan      |       | 67e |
|                 | 21 | Ayase Ueda      |       | 46e |
| Remplaçants :   |    |                 |       |     |
|                 | 26 | Hiroki Ito      |       | 46e |
|                 | 18 | Takuma Asano    |       | 46e |
|                 | 09 | Kaoru Mitoma    |       | 62e |
|                 | 14 | Junya Ito       |       | 67e |
|                 | 10 | Takumi Minamino |       | 82e |
| Sélectionneur : |    |                 |       |     |
| Hajime Moriyasu |    |                 |       |     |

| COSTA RICA :         |    |                   |     |       |
|                      |    |                   |     |       |
| Gardien de but       | 01 | Keylor Navas      |     |       |
|                      | 08 | Bryan Oviedo      |     |       |
|                      | 15 | Francisco Calvo   | 70e |       |
|                      | 19 | Kendall Waston    |     |       |
|                      | 06 | Óscar Duarte      |     |       |
|                      | 04 | Keysher Fuller    |     |       |
|                      | 12 | Joel Campbell     |     | 90+5e |
|                      | 17 | Yeltsin Tejeda    |     |       |
|                      | 05 | Celso Borges      | 61e | 89e   |
|                      | 13 | Gerson Torres     |     | 65e   |
|                      | 07 | Anthony Contreras | 41e | 65e   |
| Remplaçants :        |    |                   |     |       |
|                      | 20 | Brandon Aguilera  |     | 65e   |
|                      | 09 | Jewison Bennette  |     | 65e   |
|                      | 14 | Youstin Salas     |     | 89e   |
|                      | 02 | Daniel Chacón     |     | 90+5e |
| Sélectionneur :      |    |                   |     |       |
| Luis Fernando Suárez |    |                   |     |       |

| Assistants : Stuart Burt Simon Bennett Quatrième arbitre : Maguette Ndiaye Assistants arbitre vidéo : Benoît Millot Cyril Gringore Adil Zourak Homme du Match : Keysher Fuller |

#### Japon - Espagne
| Match 43                                                      | Japon                                  | 2 - 1   | Espagne                   | Stade international de Khalifa, Doha                                                    |                                                                                         |
| 1er décembre 2022 · 22:00 (UTC+3) · Historique des rencontres | ( Ito) Doan 48e · ( Mitoma) Tanaka 51e | (0 - 1) | 11e Morata (Azpilicueta ) | Spectateurs : 44 851 Arbitrage : Victor Gomes Arbitre vidéo : Fernando Guerrero Ramírez | Spectateurs : 44 851 Arbitrage : Victor Gomes Arbitre vidéo : Fernando Guerrero Ramírez |
| 1er décembre 2022 · 22:00 (UTC+3) · Historique des rencontres | Rapport                                |         |                           | Spectateurs : 44 851 Arbitrage : Victor Gomes Arbitre vidéo : Fernando Guerrero Ramírez | Spectateurs : 44 851 Arbitrage : Victor Gomes Arbitre vidéo : Fernando Guerrero Ramírez |

| Japon | Espagne |

| JAPON :         |    |                   |     |     |
|                 |    |                   |     |     |
| Gardien de but  | 12 | Shūichi Gonda     |     |     |
|                 | 03 | Shōgo Taniguchi   | 44e |     |
|                 | 22 | Maya Yoshida      | 45e |     |
|                 | 04 | Ko Itakura        | 39e |     |
|                 | 05 | Yūto Nagatomo     |     | 46e |
|                 | 17 | Ao Tanaka         |     | 87e |
|                 | 13 | Hidemasa Morita   |     |     |
|                 | 14 | Junya Ito         |     |     |
|                 | 11 | Takefusa Kubo     |     | 46e |
|                 | 25 | Daizen Maeda      |     | 62e |
|                 | 15 | Daichi Kamada     |     | 68e |
| Remplaçants :   |    |                   |     |     |
|                 | 08 | Ritsu Doan        |     | 46e |
|                 | 09 | Kaoru Mitoma      |     | 46e |
|                 | 18 | Takuma Asano      |     | 62e |
|                 | 16 | Takehiro Tomiyasu |     | 68e |
|                 | 06 | Wataru Endō       |     | 87e |
| Sélectionneur : |    |                   |     |     |
| Hajime Moriyasu |    |                   |     |     |

| ESPAGNE :       |    |                   |  |     |
|                 |    |                   |  |     |
| Gardien de but  | 23 | Unai Simón        |  |     |
|                 | 14 | Alejandro Balde   |  | 68e |
|                 | 04 | Pau Torres        |  |     |
|                 | 16 | Rodri             |  |     |
|                 | 02 | César Azpilicueta |  | 46e |
|                 | 05 | Sergio Busquets   |  |     |
|                 | 26 | Pedri             |  |     |
|                 | 09 | Gavi              |  | 68e |
|                 | 21 | Dani Olmo         |  |     |
|                 | 07 | Álvaro Morata     |  | 57e |
|                 | 12 | Nico Williams     |  | 57e |
| Remplaçants :   |    |                   |  |     |
|                 | 20 | Dani Carvajal     |  | 46e |
|                 | 11 | Ferran Torres     |  | 57e |
|                 | 10 | Marco Asensio     |  | 57e |
|                 | 25 | Ansu Fati         |  | 68e |
|                 | 18 | Jordi Alba        |  | 68e |
| Sélectionneur : |    |                   |  |     |
| Luis Enrique    |    |                   |  |     |

| Assistants : Zakhele Siwela Souru Phatsoane Quatrième arbitre : Salima Mukansanga Assistants arbitre vidéo : Armando Villarreal Kyle Atkins Adil Zourak Homme du Match : Ao Tanaka |

### Huitième de finale

#### Japon - Croatie
| Match 53                      | Japon                               | 1 - 1 a. p.           | Croatie                              | Stade Al-Janoub, Al Wakrah                                                   |                                                                              |
| 5 décembre 2022 18h00 (UTC+3) | ( Yoshida) Maeda 43e                | (1 - 0, 1 - 1, 1 - 1) | 55e Perišić (Lovren )                | Spectateurs : 42 523 Arbitrage : Ismail Elfath Arbitre vidéo : Nicolás Gallo | Spectateurs : 42 523 Arbitrage : Ismail Elfath Arbitre vidéo : Nicolás Gallo |
| 5 décembre 2022 18h00 (UTC+3) | Rapport                             |                       |                                      | Spectateurs : 42 523 Arbitrage : Ismail Elfath Arbitre vidéo : Nicolás Gallo | Spectateurs : 42 523 Arbitrage : Ismail Elfath Arbitre vidéo : Nicolás Gallo |
| 5 décembre 2022 18h00 (UTC+3) | Minamino · Mitoma · Asano · Yoshida | Tirs au but 1 - 3     | Vlašić · Brozović · Livaja · Pašalić | Spectateurs : 42 523 Arbitrage : Ismail Elfath Arbitre vidéo : Nicolás Gallo | Spectateurs : 42 523 Arbitrage : Ismail Elfath Arbitre vidéo : Nicolás Gallo |

| Japon | Croatie |

| JAPON :         |    |                   |  |      |
|                 |    |                   |  |      |
| Gardien de but  | 12 | Shūichi Gonda     |  |      |
|                 | 03 | Shōgo Taniguchi   |  |      |
|                 | 22 | Maya Yoshida      |  |      |
|                 | 16 | Takehiro Tomiyasu |  |      |
|                 | 05 | Yūto Nagatomo     |  | 64e  |
|                 | 13 | Hidemasa Morita   |  | 106e |
|                 | 06 | Wataru Endō       |  |      |
|                 | 14 | Junya Ito         |  |      |
|                 | 15 | Daichi Kamada     |  | 75e  |
|                 | 25 | Daizen Maeda      |  | 64e  |
|                 | 08 | Ritsu Doan        |  | 87e  |
| Remplaçants :   |    |                   |  |      |
|                 | 09 | Kaoru Mitoma      |  | 64e  |
|                 | 18 | Takuma Asano      |  | 64e  |
|                 | 19 | Hiroki Sakai      |  | 75e  |
|                 | 10 | Takumi Minamino   |  | 87e  |
|                 | 17 | Ao Tanaka         |  | 106e |
| Sélectionneur : |    |                   |  |      |
| Hajime Moriyasu |    |                   |  |      |

| CROATIE :       |    |                   |      |      |      |
|                 |    |                   |      |      |      |
| Gardien de but  | 01 | Dominik Livaković |      |      |      |
|                 | 03 | Borna Barišić     | 116e |      |      |
|                 | 20 | Joško Gvardiol    |      |      |      |
|                 | 06 | Dejan Lovren      |      |      |      |
|                 | 22 | Josip Juranović   |      |      |      |
|                 | 11 | Marcelo Brozović  |      |      |      |
|                 | 10 | Luka Modrić       |      | 99e  |      |
|                 | 08 | Mateo Kovačić     | 90e  | 99e  |      |
|                 | 04 | Ivan Perišić      |      | 106e |      |
|                 | 16 | Bruno Petković    |      | 62e  |      |
|                 | 09 | Andrej Kramarić   |      | 68e  |      |
| Remplaçants :   |    |                   |      |      |      |
|                 | 17 | Ante Budimir      |      | 62e  | 106e |
|                 | 15 | Mario Pašalić     |      | 68e  |      |
|                 | 13 | Nikola Vlašić     |      | 99e  |      |
|                 | 07 | Lovro Majer       |      | 99e  |      |
|                 | 14 | Marko Livaja      |      |      | 106e |
|                 | 18 | Mislav Oršić      |      | 106e |      |
| Sélectionneur : |    |                   |      |      |      |
| Zlatko Dalić    |    |                   |      |      |      |

| Assistants : Corey Parker Kyle Atkins Quatrième arbitre : Mustapha Ghorbal Assistants arbitre vidéo : Julio Bascuñán Ezequiel Brailovsky Paolo Valeri Homme du Match : Dominik Livaković |

## Statistiques

### Temps de jeu
| Joueur            |          |          |          |          | TT       | But inscrit | Passe décisive | MJ       | MT       | Légende |
| ----------------- | -------- | -------- | -------- | -------- | -------- | ----------- | -------------- | -------- | -------- | --- |
| Gardiens          | Gardiens | Gardiens | Gardiens | Gardiens | Gardiens | Gardiens    | Gardiens       | Gardiens | Gardiens | Abréviations et symboles : TT : Total de minutes jouées MJ : Nombre de matchs joués MT : Matchs joués en tant que titulaire : but : passe décisive : joueur entré : joueur remplacé : capitaine : carton jaune : carton rouge |
| Shuichi Gonda     | 90       | 90       | 90       | 120      | 390      | -           | -              | 4        | 4        | Abréviations et symboles : TT : Total de minutes jouées MJ : Nombre de matchs joués MT : Matchs joués en tant que titulaire : but : passe décisive : joueur entré : joueur remplacé : capitaine : carton jaune : carton rouge |
| Eiji Kawashima    | -        | -        | -        | -        | -        | -           | -              | -        | -        | Abréviations et symboles : TT : Total de minutes jouées MJ : Nombre de matchs joués MT : Matchs joués en tant que titulaire : but : passe décisive : joueur entré : joueur remplacé : capitaine : carton jaune : carton rouge |
| Daniel Schmidt    | -        | -        | -        | -        | -        | -           | -              | -        | -        | Abréviations et symboles : TT : Total de minutes jouées MJ : Nombre de matchs joués MT : Matchs joués en tant que titulaire : but : passe décisive : joueur entré : joueur remplacé : capitaine : carton jaune : carton rouge |
| Défenseurs        |          |          |          |          |          |             |                |          |          | Abréviations et symboles : TT : Total de minutes jouées MJ : Nombre de matchs joués MT : Matchs joués en tant que titulaire : but : passe décisive : joueur entré : joueur remplacé : capitaine : carton jaune : carton rouge |
| Ko Itakura        | 90       | 90       | 90       | -        | 270      | -           | 1              | 3        | 3        | Abréviations et symboles : TT : Total de minutes jouées MJ : Nombre de matchs joués MT : Matchs joués en tant que titulaire : but : passe décisive : joueur entré : joueur remplacé : capitaine : carton jaune : carton rouge |
| Hiroki Ito        | -        | 44       | -        | -        | 44       | -           | -              | 1        | -        | Abréviations et symboles : TT : Total de minutes jouées MJ : Nombre de matchs joués MT : Matchs joués en tant que titulaire : but : passe décisive : joueur entré : joueur remplacé : capitaine : carton jaune : carton rouge |
| Yūto Nagatomo     | 57       | 46       | 46       | 64       | 213      | -           | -              | 4        | 4        | Abréviations et symboles : TT : Total de minutes jouées MJ : Nombre de matchs joués MT : Matchs joués en tant que titulaire : but : passe décisive : joueur entré : joueur remplacé : capitaine : carton jaune : carton rouge |
| Hiroki Sakai      | 75       | -        | -        | 45       | 120      | -           | -              | 2        | 1        | Abréviations et symboles : TT : Total de minutes jouées MJ : Nombre de matchs joués MT : Matchs joués en tant que titulaire : but : passe décisive : joueur entré : joueur remplacé : capitaine : carton jaune : carton rouge |
| Shōgo Taniguchi   | -        | -        | 90       | 120      | 210      | -           | -              | 2        | 2        | Abréviations et symboles : TT : Total de minutes jouées MJ : Nombre de matchs joués MT : Matchs joués en tant que titulaire : but : passe décisive : joueur entré : joueur remplacé : capitaine : carton jaune : carton rouge |
| Takehiro Tomiyasu | 44       | -        | 22       | 120      | 186      | -           | -              | 3        | 1        | Abréviations et symboles : TT : Total de minutes jouées MJ : Nombre de matchs joués MT : Matchs joués en tant que titulaire : but : passe décisive : joueur entré : joueur remplacé : capitaine : carton jaune : carton rouge |
| Miki Yamane       | -        | 62       | -        | -        | 62       | -           | -              | 1        | 1        | Abréviations et symboles : TT : Total de minutes jouées MJ : Nombre de matchs joués MT : Matchs joués en tant que titulaire : but : passe décisive : joueur entré : joueur remplacé : capitaine : carton jaune : carton rouge |
| Maya Yoshida      | 90       | 90       | 90       | 120      | 390      | -           | 1              | 4        | 4        | Abréviations et symboles : TT : Total de minutes jouées MJ : Nombre de matchs joués MT : Matchs joués en tant que titulaire : but : passe décisive : joueur entré : joueur remplacé : capitaine : carton jaune : carton rouge |
| Milieux           |          |          |          |          |          |             |                |          |          | Abréviations et symboles : TT : Total de minutes jouées MJ : Nombre de matchs joués MT : Matchs joués en tant que titulaire : but : passe décisive : joueur entré : joueur remplacé : capitaine : carton jaune : carton rouge |
| Wataru Endō       | 90       | 90       | 3        | 120      | 303      | -           | -              | 4        | 3        | Abréviations et symboles : TT : Total de minutes jouées MJ : Nombre de matchs joués MT : Matchs joués en tant que titulaire : but : passe décisive : joueur entré : joueur remplacé : capitaine : carton jaune : carton rouge |
| Daichi Kamada     | 90       | 90       | 68       | 75       | 323      | -           | -              | 4        | 4        | Abréviations et symboles : TT : Total de minutes jouées MJ : Nombre de matchs joués MT : Matchs joués en tant que titulaire : but : passe décisive : joueur entré : joueur remplacé : capitaine : carton jaune : carton rouge |
| Hidemasa Morita   | -        | 90       | 90       | 106      | 286      | -           | -              | 3        | 3        | Abréviations et symboles : TT : Total de minutes jouées MJ : Nombre de matchs joués MT : Matchs joués en tant que titulaire : but : passe décisive : joueur entré : joueur remplacé : capitaine : carton jaune : carton rouge |
| Gaku Shibasaki    | -        | -        | -        | -        | -        | -           | -              | -        | -        | Abréviations et symboles : TT : Total de minutes jouées MJ : Nombre de matchs joués MT : Matchs joués en tant que titulaire : but : passe décisive : joueur entré : joueur remplacé : capitaine : carton jaune : carton rouge |
| Ao Tanaka         | 71       | -        | 87       | 14       | 172      | 1           | -              | 3        | 2        | Abréviations et symboles : TT : Total de minutes jouées MJ : Nombre de matchs joués MT : Matchs joués en tant que titulaire : but : passe décisive : joueur entré : joueur remplacé : capitaine : carton jaune : carton rouge |
| Attaquants        |          |          |          |          |          |             |                |          |          | Abréviations et symboles : TT : Total de minutes jouées MJ : Nombre de matchs joués MT : Matchs joués en tant que titulaire : but : passe décisive : joueur entré : joueur remplacé : capitaine : carton jaune : carton rouge |
| Takuma Asano      | 33       | 44       | 28       | 56       | 161      | 1           | -              | 4        | -        | Abréviations et symboles : TT : Total de minutes jouées MJ : Nombre de matchs joués MT : Matchs joués en tant que titulaire : but : passe décisive : joueur entré : joueur remplacé : capitaine : carton jaune : carton rouge |
| Ritsu Doan        | 19       | 67       | 44       | 87       | 217      | 2           | -              | 4        | 2        | Abréviations et symboles : TT : Total de minutes jouées MJ : Nombre de matchs joués MT : Matchs joués en tant que titulaire : but : passe décisive : joueur entré : joueur remplacé : capitaine : carton jaune : carton rouge |
| Junya Ito         | 90       | 23       | 90       | 120      | 323      | -           | 1              | 4        | 3        | Abréviations et symboles : TT : Total de minutes jouées MJ : Nombre de matchs joués MT : Matchs joués en tant que titulaire : but : passe décisive : joueur entré : joueur remplacé : capitaine : carton jaune : carton rouge |
| Takefusa Kubo     | 46       | -        | 46       | -        | 92       | -           | -              | 2        | 2        | Abréviations et symboles : TT : Total de minutes jouées MJ : Nombre de matchs joués MT : Matchs joués en tant que titulaire : but : passe décisive : joueur entré : joueur remplacé : capitaine : carton jaune : carton rouge |
| Shuto Machino     | -        | -        | -        | -        | -        | -           | -              | -        | -        | Abréviations et symboles : TT : Total de minutes jouées MJ : Nombre de matchs joués MT : Matchs joués en tant que titulaire : but : passe décisive : joueur entré : joueur remplacé : capitaine : carton jaune : carton rouge |
| Daizen Maeda      | 57       | -        | 62       | 64       | 183      | 1           | -              | 3        | 3        | Abréviations et symboles : TT : Total de minutes jouées MJ : Nombre de matchs joués MT : Matchs joués en tant que titulaire : but : passe décisive : joueur entré : joueur remplacé : capitaine : carton jaune : carton rouge |
| Takumi Minamino   | 15       | 8        | -        | 33       | 56       | -           | -              | 3        | -        | Abréviations et symboles : TT : Total de minutes jouées MJ : Nombre de matchs joués MT : Matchs joués en tant que titulaire : but : passe décisive : joueur entré : joueur remplacé : capitaine : carton jaune : carton rouge |
| Kaoru Mitoma      | 33       | 28       | 44       | 56       | 161      | -           | 1              | 4        | -        | Abréviations et symboles : TT : Total de minutes jouées MJ : Nombre de matchs joués MT : Matchs joués en tant que titulaire : but : passe décisive : joueur entré : joueur remplacé : capitaine : carton jaune : carton rouge |
| Yuki Soma         | -        | 82       | -        | -        | 82       | -           | -              | 1        | 1        | Abréviations et symboles : TT : Total de minutes jouées MJ : Nombre de matchs joués MT : Matchs joués en tant que titulaire : but : passe décisive : joueur entré : joueur remplacé : capitaine : carton jaune : carton rouge |
| Ayase Ueda        | -        | 46       | -        | -        | 46       | -           | -              | 1        | 1        | Abréviations et symboles : TT : Total de minutes jouées MJ : Nombre de matchs joués MT : Matchs joués en tant que titulaire : but : passe décisive : joueur entré : joueur remplacé : capitaine : carton jaune : carton rouge |
| Total             |          |          |          |          |          |             |                |          |          | Abréviations et symboles : TT : Total de minutes jouées MJ : Nombre de matchs joués MT : Matchs joués en tant que titulaire : but : passe décisive : joueur entré : joueur remplacé : capitaine : carton jaune : carton rouge |
| Équipe du Japon   | 90       | 90       | 90       | 120      | 390      | 5           | 4              | 4        | -        | Abréviations et symboles : TT : Total de minutes jouées MJ : Nombre de matchs joués MT : Matchs joués en tant que titulaire : but : passe décisive : joueur entré : joueur remplacé : capitaine : carton jaune : carton rouge |

| Buts | Joueurs      | Adversaires        |
| ---- | ------------ | ------------------ |
| 2    | Ritsu Doan   | Allemagne, Espagne |
| 1    | Takuma Asano | Allemagne          |
| 1    | Daizen Maeda | Croatie            |
| 1    | Ao Tanaka    | Espagne            |

| Passes | Joueurs      | Adversaires |
| ------ | ------------ | ----------- |
| 1      | Ko Itakura   | Allemagne   |
| 1      | Junya Ito    | Espagne     |
| 1      | Kaoru Mitoma | Espagne     |
| 1      | Maya Yoshida | Croatie     |